# Веслоносовые
Веслоно́совые, или веслоно́сые (лат. Polyodontidae), — семейство лучепёрых рыб из отряда осетрообразных. Рыбы пресных вод Северной Америки и Китая.
Удлинённое тело голое или покрыто очень мелкими, разрозненными шипиками. Жучек нет. Рыло сильно вытянуто, его длина составляет до 1/4—1/3 всей длины рыбы, имеет форму весла или конического меча. На его нижней стороне два очень коротких усика. На челюстях мелкие зубы. Спинной плавник один, отодвинут назад, расположен над анальным плавником. Хвостовой плавник неравнолопастный. Крупный рот расположен на вентральной поверхности головы.
По типу питания — планктонофаги (веслонос) или хищники (псефур).
Длина достигает 5—7 м, обычно 2 м. Веслоносые очень чувствительны к ухудшению экологической ситуации и перегораживанию рек плотинами, что привело к значительному сокращению их популяции в Америке. В 70-х годах уловы веслоноса составляли 0,3—0,4 тыс. т, в 80—90-е годы они уменьшились.
Веслонос является объектом аквакультуры на юге европейской части России. Известны редкие случаи поимок этого вида в Азовском море. На заседании Комиссии по выживанию видов осетровых при МСОП, состоявшемся в сентябре 2019 года, псефур был единогласно признан полностью вымершим. Эти выводы подтвердило исследование, опубликованное в следующем году. 
Выращиванием личинок и молоди американского веслоноса занимается "Лучегорская" НИС (структурное подразделение Тихоокеанского филиала ФГБНУ "ВНИРО" ("ТИНРО"). Размер некоторых особей, обитающих на Лучегорской НИС, достигает 1,0 м.

## Классификация
В семействе 3 подсемейства с 5 родами, из которых 3 ископаемые, и 2 современных вида, 1 из которых (псефур) вымер в начале XXI века:
- † Подсемейство Protopsephurinae[9]
  - † Род Protopsephurus[10]
    - † Protopsephurus liui — 130—112 млн лет назад[11]
- † Подсемейство Paleopsephurinae[12]
  - † Род Paleopsephurus[13]
    - † Paleopsephurus wilsoni — 83,5—60,2 млн лет назад[14]
- Подсемейство Polyodontinae[15]
  - † Род Psephurus — Китайские веслоносы
    - † Psephurus gladius — Китайский веслонос, или псефур

  - Триба Polyodontini[16]
    - † Род Crossopholis[17]
      - † Crossopholis magnicaudatus[18]

    - Род Polyodon — Веслоносы
      - † Polyodon tuberculata[19]
      - Polyodon spathula — Веслонос